# メスピペット

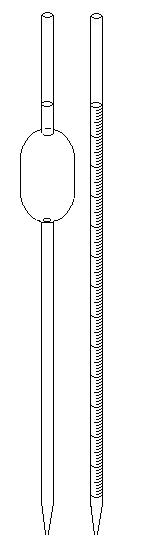
ホールピペット（左）とメスピペット（右）

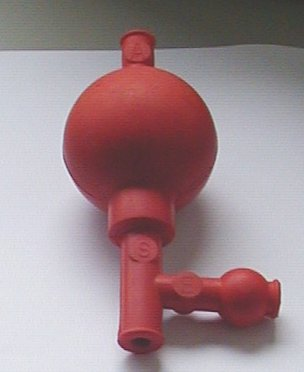
安全ピペッター

メスピペット（独：Messpipette）とは、一定の容積を正確に計量するための器具である。
メスピペットは構造的にその中で溶液の調製はできない。別途メスフラスコなどで調液した溶液を秤量するために使用する。一般的に目盛りで任意の容量を測り取るメスピペット（図右）をさすが、特に定量容積を正確に量り取るピペットはホールピペット（図左）と呼ばれ形状も異なる。普通、溶液は口で吸い上げるが、誤飲防止のために安全ピペッターというゴム製のアダプターの使用が推奨される。熱膨張を防ぐために肉厚のガラス管から出来ており、先端は先細りで上部に液貯めの為の球体部を持つ。図左のホールピペットは液貯めの上部の管に標線をもち、この線まで気泡を噛まないように液を吸い上げて秤量し後に排液し切ったところがホールピペットの規定の容量となる。図右のメスピペットは任意の目盛まで吸い上げて、後に排液が終わった目盛の差分が容量になる。先端まで目盛があるものがあるが、精度が低い。
排液する際は上端を指で閉じ、液貯め（ないしは管）を手で温めて内部の空気を膨張させて液を切る。内壁の濡れも計算に入っているので、振って液切りをしてはならない。
正式な計量には国家検定を受けたメスピペットを使用する必要があり、正式なものは検定マークが刻印されている（通常規定容量と同じ場所、液貯め部等にある）。計量法に基づく証明が不要な分野では、いずれも未検定であるディスポーザルタイプのメスピペットやマイクロピペットが多用される研究分野もある。

## 種類

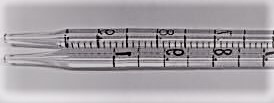
セロロジカルピペット（上）とモールピペット（下）の目盛の違い

メスピペットにはピペット先端を示す目盛がどこにあるかの違いで、モールピペットとセロロジカルピペットの2種類がある。日本語ではモールピペットを中間目盛りピペット、セロロジカルピペットを先端目盛りピペットと便宜上呼ぶことがある。
モールピペットはピペットの先端より上側に一番下の基準目盛であるのに対して、セロロジカル（血清学的）ピペットはピペットの先端が基準となる。モールピペットを使うと、誤って先端まで液を出し切って、望むよりも多い液量を出してしまうことがある。この潜在的な誤用のため、モールピペットが臨床検査室で使用されることはまずない。